# Notte di nozze (film 1917)
Notte di nozze è un film muto italiano del 1917 diretto da Telemaco Ruggeri.